# L'Alguer, un pentagrama com un carrer
L'Alguer, un pentagrama com un carrer és un documentari del 2018 sobre la música tradicional de l'Alguer, cantada en alguerès. Va ser dirigit de Roger Cassany, filmat de Jordi Carreño i produït de Plataforma per la Llengua.

## Sinopsi
El film segueix la producció musical, els assajos i l'estrena del disc Mans manetes. L'Alguer: paraules, cançons i veus de minyons, que inclou cançons típiques de la ciutat (com la «Cançó del lladre», «Mariner bon mariner» o « Si vos agrada el peix»), interpretades per infants algueresos i per cantants professionals de l'Alguer i d'arreu dels Països Catalans, d'entre els quals Àngel Maresca, Antoni Martinelli, Pau Alabajos, Meritxell Gené, Mireia Vives i La Troba Kung-Fú. En el títol també es mostren entrevistes a personatges com el síndic Mario Bruno, l'exdelegat de la Generalitat Joan Elies Adell i diversos músics i mestres locals. A més, el documentari incideix en el paper clau de la música en la transmissió intergeneracional de l'alguerès, ja que és un dels únics àmbits de la societat algueresa —juntament amb el teatre— en què el català encara té pes malgrat la substitució lingüística per l'italià.

## Producció
Es va rodar a l'Alguer entre el setembre del 2017 i l'abril del 2018. El regista, Roger Cassany, freqüenta l'illa de la Sardenya des de l'any 2006. Va triar el títol del documentari a partir d'un vers de «L’orquestra de la pedrera», cançó composta de l'escriptor i cantautor alguerès Franco Cano. Segons ell, la intenció en realitzar el film era «fer un retrat de què passa a l'Alguer sincer, honest i espontani» i evitar de reproduir «la mirada que es té a Catalunya sobre l'Alguer de perifèria exòtica catalanoparlant o de caricatura del català a l'Alguer».

## Distribució
Es va estrenar el 18 de maig del 2018 a Barcelona, en el DocsBarcelona, i poc després es va projectar al Festival Càntut de Cassà de la Selva. Va arribar a l'Alguer l'agost d'aquell any, en el marc del Festival Cinema delle Terre del Mare, organitzat per la Societat Humanitària de l'Alguer. Van presentar el film a la plaça del Quarter Irene Coghene de Plataforma per la Llengua, Gabriella Esposito en qualitat de regidora de cultura de la ciutat i Roger Cassany com a regista. Segons l'organització, en total van assistir més de 550 persones a la projecció. Més tard, el documentari es va emetre a IB3 i a la Televisió de Catalunya, concretament en el programa Sense ficció, i es va començar a distribuir en línia a través de la plataforma 3Cat el 20 de juny del 2018. A banda, es va visionar en diverses sales de cinema de Catalunya, com també a Gavà, a Sant Pere de Ribes, a Palma i a Formentera.